# 203-й отдельный гвардейский миномётный дивизион реактивной артиллерии
203-й отдельный гвардейский миномётный дивизион реактивной артиллерии  — воинская часть в  вооружённых силах СССР во время Великой Отечественной войны.

## История
Дивизион формировался в Алабино в декабре 1941 года.
В составе действующей армии с 28 декабря 1941 по 1 октября 1942 года
В конце декабря 1941 года прибыл на Волховский фронт, где поддерживает его войска, нанося удары по укреплениями противника за Волховом в ходе Любанской операции. Был переправлен на западный берег Волхова и в начале апреля 1942 года, войдя к тому времени в состав 31-го гвардейского миномётного полка введён в прорыв 2-й ударной армии у Мясного Бора. Уничтожен в котле в районе Мясного Бора в июне 1942 года.
1 октября 1942 года был официально расформирован. Приказ НКО СССР № 00175 от 15.08.1942 года, как не подлежащий восстановлению.

## Подчинение
| Дата            | Фронт (округ)                                              | Армия             | Дивизия | Корпус | Полк                                                   | Примечания                                               |
| --------------- | ---------------------------------------------------------- | ----------------- | ------- | ------ | ------------------------------------------------------ | -------------------------------------------------------- |
| 01.01.1942 года | Волховский фронт                                           | 59-я армия        | -       | -      | -                                                      | -                                                        |
| 01.02.1942 года | Волховский фронт                                           | 2-я ударная армия | -       | -      | -                                                      | -                                                        |
| 01.03.1942 года | Волховский фронт                                           | 2-я ударная армия | -       | -      | -                                                      | -                                                        |
| 01.04.1942 года | Волховский фронт                                           | 2-я ударная армия | -       | -      | -                                                      | находился в составе 31-го гвардейского миномётного полка |
| 01.05.1942 года | Ленинградский фронт (Группа войск Волховского направления) | 2-я ударная армия | -       | -      | 31-й гвардейский миномётный полк реактивной артиллерии | -                                                        |
| 01.06.1942 года | Ленинградский фронт (Волховская группа войск)              | 2-я ударная армия | -       | -      | 31-й гвардейский миномётный полк реактивной артиллерии | -                                                        |

С июля 1942 года в Справочнике боевого состава Советской армии 1941-1945 годов полк уже не числится, соответственно и дивизионы (203 и 242 огмдн), входившие в его состав.

## Командование
гвардии капитан Частухин Константин Дмитриевич (попал в плен 27 июня 1942 года).